# Georges Séguy
Pour les articles homonymes, voir Séguy.
Georges Séguy est un homme politique, résistant et syndicaliste français, né le 16 mars 1927 à Toulouse (Haute-Garonne) et mort à Amilly (Loiret) le 13 août 2016.
Survivant du camp de concentration de Mauthausen, il s'engage dans l'action syndicale dès 1945. Il est secrétaire général de la Fédération CGT des cheminots de 1961 à 1965, puis secrétaire général de la Confédération générale du travail (CGT) de 1967 à 1982.

## Biographie

### Jeunesse, formation et résistance
Georges Séguy naît le 16 mars 1927, rue des Trois-Banquets, à Toulouse. Son père, fils de paysans ariégeois, cheminot aux Chemins de fer du Sud-Ouest, est syndicaliste à la CGT puis à la CGTU, adhérent communiste depuis 1920. Sa mère, ouvrière d'origine bordelaise, le fait baptiser. En 1932, la famille s'installe sur la Côte Pavée. Georges Séguy effectue ses études primaires à Toulouse et obtient en 1939 le certificat d'études primaires. Élève au cours complémentaire, il abandonne ses études pour devenir apprenti typographe et entrer dans la vie active. Cela se passe au printemps 1942 et il vient d'apprendre l'exécution par les Allemands du dirigeant syndicaliste cheminot Pierre Semard, ami personnel de son père : « l'annonce de cette mort m'a déterminé à venger un homme comme lui », dit-il dans ses mémoires.
Il entre donc en apprentissage dans l'imprimerie de labeur d'un petit patron libertaire de Toulouse, Henri Lion, qui travaille clandestinement pour la Résistance. L'apprenti imprimeur adhère, évidemment clandestinement aussi, aux Jeunesses communistes et il devient un des responsables d'un groupe des Francs-tireurs et partisans français (FTPF).

### Déportation
Le 4 février 1944, il est arrêté par la Gestapo, sur dénonciation, avec tout le personnel de l'imprimerie, y compris le patron qui est torturé au cours des interrogatoires. La police ignore les activités exactes de Georges Séguy. Après trois semaines passées à la prison de Toulouse, il est envoyé au camp de Compiègne d'où il part le 22 mars 1944 pour l'inconnu de la Déportation. Il est âgé de 17 ans. Il arrive deux nuits plus tard au camp de concentration de Mauthausen (Autriche) puis au camp annexe de Gusen II, où il parvient à survivre. Les camps de Gusen et de Mauthausen sont libérés fin avril 1945 par les armées américaine et soviétique.

À son retour à Toulouse le 5 mai 1945, il pèse 38 kilos et, selon ses termes, « a du mal à "refaire surface" ». Il place cet épisode de sa vie comme le moment fondateur de toute son existence : 

« J'ai tout de suite pensé que dans la mesure où j'avais eu la chance inespérée de figurer parmi les rescapés, de revenir vivant de la déportation, ma vie en quelque sorte ne m'appartenait plus ; elle appartenait à la cause pour laquelle nous avions combattu et pour laquelle tant des nôtres étaient morts. »

Le survivant Georges Séguy est devenu, l'âge de la transmission venu, un militant de la mémoire des déportés.

### Le syndicaliste
Une pleurésie contractée à Mauthausen lui interdit de reprendre son travail dans l'imprimerie. Après quelques études, il passe un essai professionnel d'électricien et est admis à la SNCF en 1946. Il mène dès lors activités politiques et activités syndicales au sein de sa profession. Il adhère à la CGT en octobre 1945 et entre au comité fédéral du Parti communiste de la Haute-Garonne en février 1946.
De 1946 à 1949, il est membre du Syndicat des cheminots de Toulouse. De 1949 à 1957, il est secrétaire de la Fédération CGT des cheminots. Parallèlement en 1954, il entre au comité central du Parti communiste français puis en 1956 il accède au bureau politique de ce parti. Il n'a pas encore 30 ans et est le plus jeune des dirigeants du PCF. Il reste dans cette instance jusqu'en 1982. De 1961 à 1965, il est secrétaire général de la Fédération des cheminots de la CGT. En 1965, lors du 35e congrès de la CGT, il devient membre du bureau confédéral de la CGT. Il en est aussi, à ce moment-là, le plus jeune des membres.
Au congrès suivant, le 16 juin 1967, il est élu secrétaire général de la CGT. Il succède au militant historique Benoît Frachon, de 34 ans son aîné. Frachon reste à ses côtés en tant que président de la Confédération. À ce poste de secrétaire général, il tient un rôle de premier plan au cours des grandes grèves de mai-juin 1968, un mouvement social d'une ampleur inédite depuis 1936, et il acquiert une stature d'homme politique national. Il témoigne de ces événements et répond à quelques interrogations qu'ils ont suscitées dans un livre publié en 1972, Le Mai de la CGT. En 1970, il est élu membre du bureau exécutif de la Fédération syndicale mondiale (FSM). Il reste 15 années secrétaire général de la première organisation syndicale française. Il quitte cette fonction lors du 41e congrès de la CGT, le 18 juin 1982.

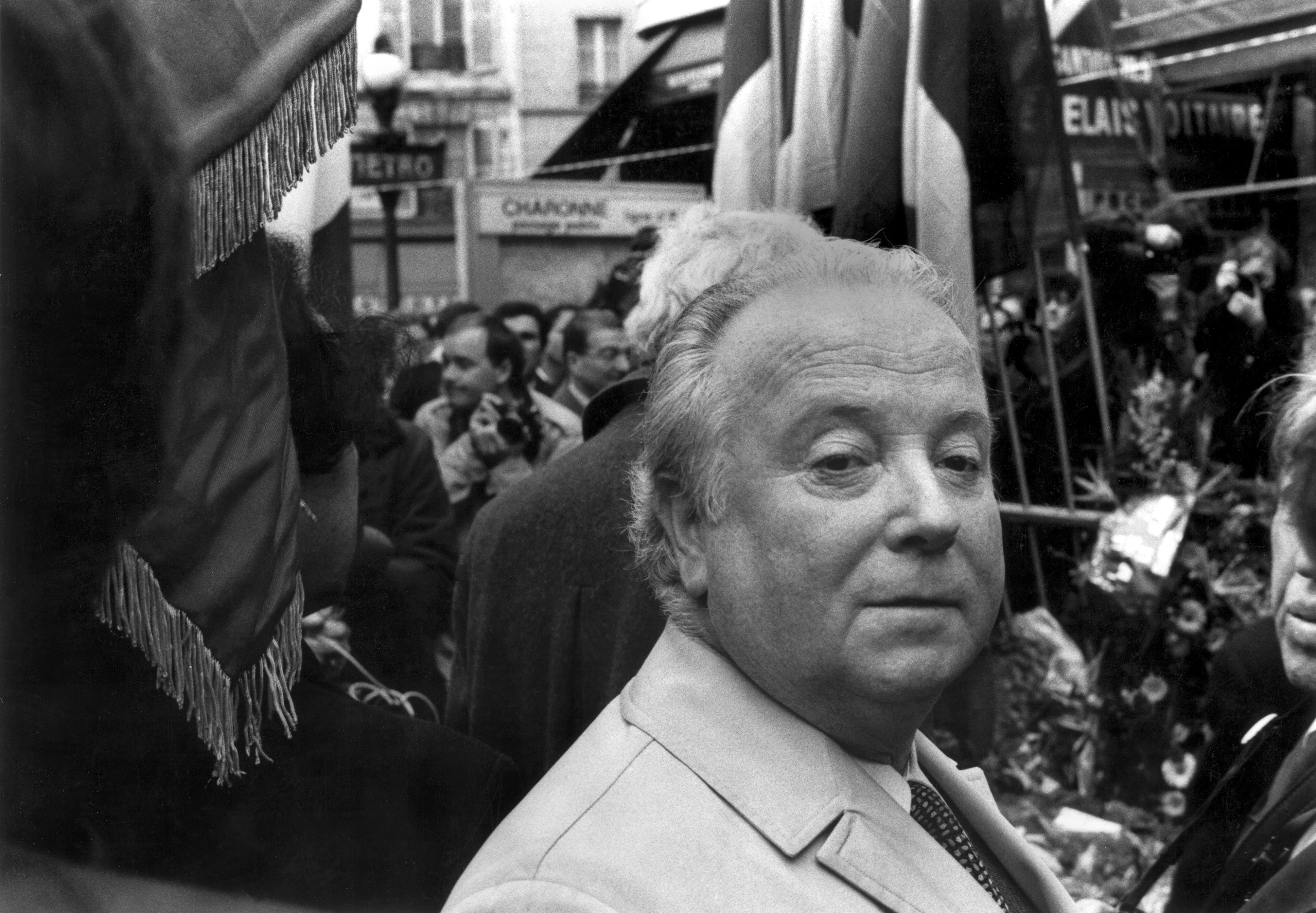
Georges Séguy en 1982 lors de la cérémonie en hommage aux 9 morts et 250 blessés du 8 février 1962 au métro Charonne à Paris 11e (voir : Affaire de la station de métro Charonne).

Le 17 août 1975, Jacques Chirac, alors Premier ministre, affirme à propos de la crise que l'on aperçoit « la sortie du tunnel », et Georges Séguy lui répond que « s’il voit le bout du tunnel, c’est qu’il marche à reculons et qu’il confond l’entrée avec la sortie ».
Il quitte la direction de la CGT lors de son 41e congrès en 1982, année officielle de sa retraite professionnelle. Mais il ne cesse pas de militer. De 1982 à 1992, il continue à être membre de la commission exécutive (CE) de la CGT. En même temps il anime un appel de 100 personnalités pour la Paix (Appel des 100) et contre l'installation en Europe de fusées atomiques américaines. De 1982 à 2002, il est président de l’Institut CGT d'histoire sociale (IHS-CGT) dont il est l'un des fondateurs. À partir de 2002, il en est le président d’honneur.
Il soutient, en 2010, les listes Front de Gauche menées par le PCF, le Parti de gauche et la Gauche unitaire aux élections régionales françaises.
Lors du 50e congrès de la CGT (18 au 22 mars 2013) qui s'est déroulé dans sa ville natale de Toulouse, Georges Séguy, âgé de 86 ans, est acclamé à la tribune par les militants.

### Vie privée

#### Famille
Marié en 1949 avec Cécile Sedeillan, vendeuse, fille d'un cheminot dont elle est très tôt orpheline, Georges Séguy est père de trois enfants.

#### Mort
Il meurt le 13 août 2016 à l'âge de 89 ans à Amilly dans le Loiret, à l'hôpital de Montargis,.
Il est inhumé au cimetière de Vieilles-Maisons-sur-Joudry, dans le Loiret.

### Décoration
- Officier de la Légion d'honneur (février 1998)[15]

## Rapports CGT-PCF
Georges Séguy apparaît comme un syndicaliste définitivement engagé aux côtés du Parti communiste français, mais sa position sur les rapports du syndicat avec le PCF est empreinte de la volonté de garder au syndicalisme la spécificité définie par la charte d'Amiens. Ainsi, lors du 40e congrès de la CGT de Grenoble, il engage la confédération dans une profonde démocratisation interne, qui permet entre autres l'émergence de nouveaux moyens d'expression directe des travailleurs. L'exemple le plus significatif de cette évolution est le soutien apporté par la CGT à la radio libre (donc illégale) Lorraine Cœur d'Acier pendant et après la lutte des sidérurgistes de Longwy en 1979-1980.
Confronté à l'opposition du groupe refusant cette démocratisation du syndicat, il doit se retirer en juin 1982 et laisser la place à Henri Krasucki, après quinze ans à la direction de la principale confédération syndicale française (voir rapports CGT-PCF).

## Publications
- Le Mai de la CGT, Julliard, 1972
- Lutter (autobiographie), Stock, 1975, réédité et complété en 1978, Le Livre de poche
- 1er mai, les 100 printemps, Messidor, 1989
- La Grève, L’Archipel, 1993
- Résister : de Mauthausen à Mai 68, L’Archipel, 2008
- Ce que la vie m'a appris, préface de Bernard Thibault ; avant-propos d'Élyane Bressol et François Duteil, Ivry-sur-Seine, Éditions de l'Atelier-Éditions Ouvrières, 2017  (ISBN 978-27-0825-112-0)

### Sources
- gerardquenel.wifeo.com
- Notice « Georges Séguy », Le Maitron en ligne